# 天志良波神社
天志良波神社（あめのしらはのじんじゃ）は、茨城県常陸太田市白羽町にある神社。式内社で旧社格は郷社。天白羽命を祀る。例祭は4月10日。

## 歴史
創建時期は不明である。貞観8年（866年）に従五位下に列し同16年（874年）に従五位上に昇格している。天文13年（1544年）には佐竹義篤によって社殿が修繕されている。天保15年（1844年）には水戸藩によって白羽など5村の鎮守社とされる。